# Mașină de vânt (instrument muzical)
Mașina de vânt sau eolifonul (în franceză éoliphone, în germană Windmaschine) este un instrument muzical pentru efecte, aparținând grupului de idiofoane de frecare care este folosit în muzică și teatru pentru a imita zgomotele vântului și furtunii.

## Construcție și tehnică de folosire

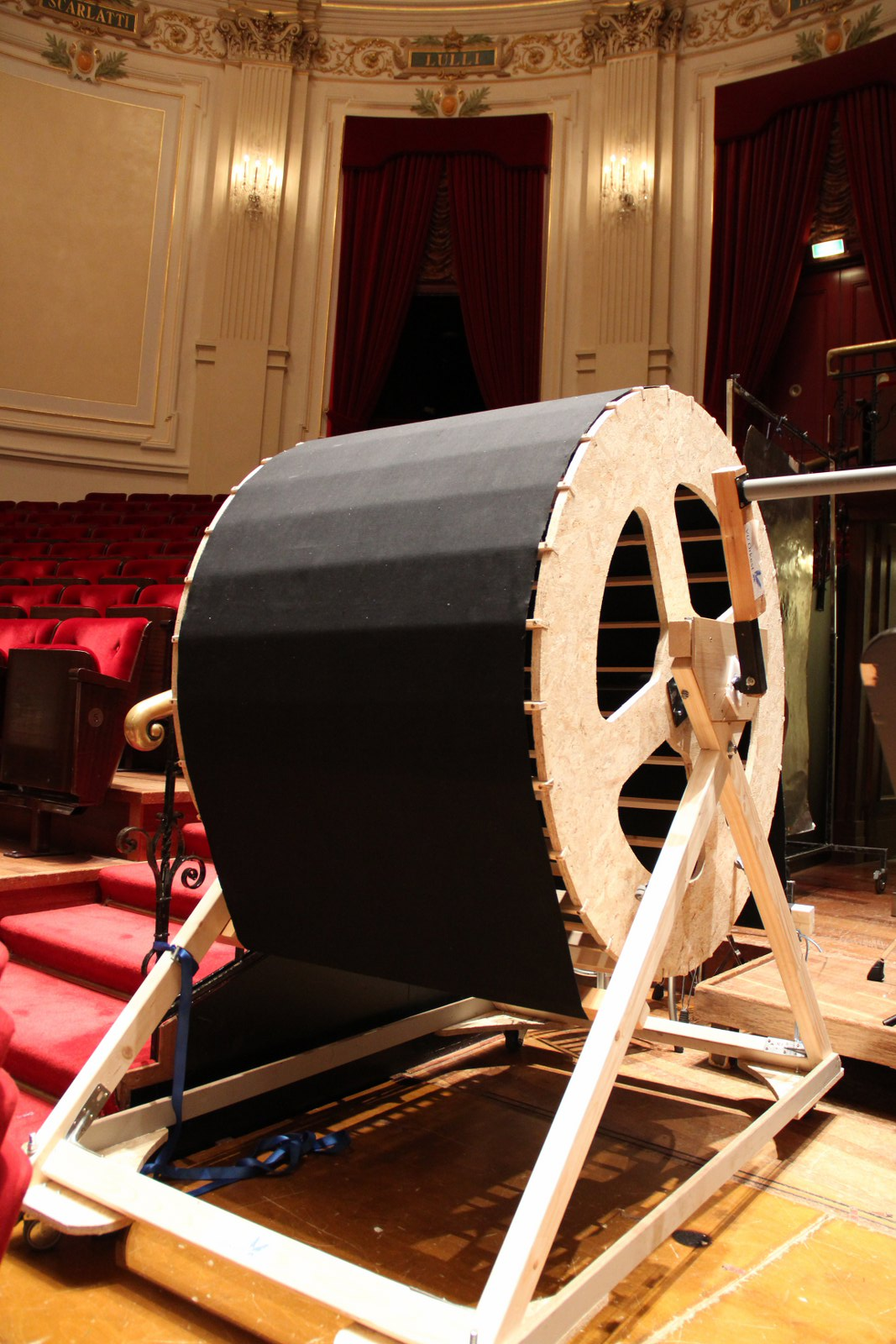
Mașină de vânt a VU-Orchestra Amsterdam, construită în 2012, în Royal Concertgebouw.

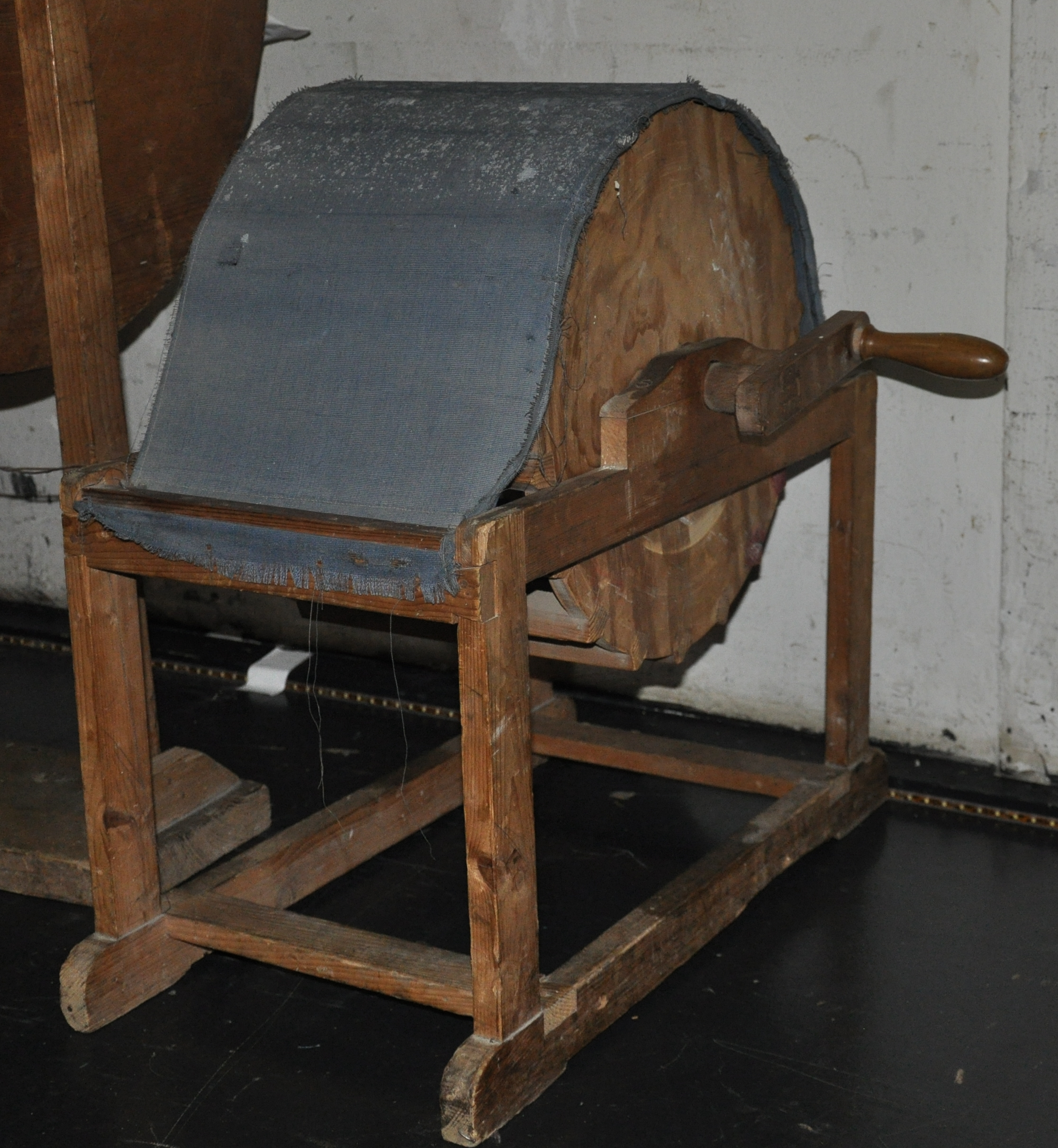
Mașina de vânt în Konzerthaus din Ravensburg, Germania

Mașina de vânt este un instrument alcătuit dintr-un cilindru rotativ orizontal de lemn prevăzut cu șipci montate pe generatoarea cilindrului, care antrenat de o manivelă acționată manual freacă o bucată de țesătură din tafta sau alte materiale textile similare, întinsă pe un stativ de lemn ca o centură în jurul cilindrului, făcând-o să vibreze. În funcție de viteza de rotație a cilindrului, se obțin sunete asemănătoare rafalelor de vânt, cu înălțimi și intensități variabile. 
Sunetul emis de o mașină de vânt poate fi influențat și de densitatea țesăturii care acoperă cilindrul.
În orchestră, mașina de vânt face parte din instrumentele de percuție și, prin urmare este mânuită de percuționiști.
Notele muzicale sunt pe o linie orizontală fără portativ.

## Lucrări clasice care folosesc instrumentul
- Richard Strauss: poemul simfonic Don Quijote prntru violoncel, violă și orchestră op. 35, Eine Alpensinfonie, Die ägyptische Helena, Die Frau ohne Schatten
- Gioachino Rossini: Bărbierul din Sevilla
- Giuseppe Verdi: Rigoletto (aici numită „mașină de tunet”)
- Richard Wagner: Olandezul zburător
- Ralph Vaughan Williams: Simfonia Antarctica
- Ferde Grofé: Suita Grand Canyon
- Olivier Messiaen: Des canyons aux étoiles..., Saint François d'Assise, Éclairs sur l'au-delà...
- Maurice Ravel: Daphnis și Chloe, L'Enfant et les sortilèges
- Giacomo Puccini: Fata din Far-West
- Gyorgy Ligeti: Le Grand Macabre (operă, 1974-1977)
- Benjamin Britten: Noye's Fludde
- Michael Tippett: Simfonia nr. 4
- Jerry Goldsmith: The Blue Max (1966)
- Philip Sparke: Muzica Sferelor
- Roger Cichy: Primele zboruri
- Jean-Philippe Rameau: Les Boréades
- Fazıl Say: Symphony No 3 Universe